# Cantonul Sellières
Cantonul Sellières este un canton din arondismentul Lons-le-Saunier, departamentul Jura, regiunea Franche-Comté, Franța.

## Comune
- Bréry
- La Charme
- Darbonnay
- Lombard
- Mantry
- Monay
- Passenans
- Saint-Lamain
- Saint-Lothain
- Sellières (reședință)
- Toulouse-le-Château
- Vers-sous-Sellières
- Villerserine